# Isoleucin
Isoleucin (Ile, I) je jednou z 23 proteinogenních aminokyselin. Řadí se mezi hydrofobní aminokyseliny (aminokyseliny s hydrofobním postranním řetězcem) a mezi esenciální aminokyseliny.
Isoleucin ve vyšším množství obsahuji následující potraviny: všechny ořechy (kromě burských), kešu a jedlé kaštany, avokádo, olivy, zralé papaya-plody, kokosový ořech, slunečnicová semena, švýcarský sýr.[zdroj?]

## Vliv na zdraví
Konzumace isoleucinu může souviset s nadváhou a délkou života.

## Metabolická onemocnění
Odbourávání isoleucinu je narušeno u následujících metabolických onemocnění:
- kombinovaná malonová a methylmalonová acidurie (CMAMMA)
- leucinóza
- methylmalonová acidémie
- propionová acidémie

## Stereoizomery
|                                                     |
| L-isoleucin (2S,3S) & D-isoleucin (2R,3R)           |
|                                                     |
| L-allo-isoleucin (2S,3R) & D-allo-isoleucin (2R,3S) |